# Laboratori Municipal de Barcelona
El Laboratori Municipal de Barcelona, originalment Laboratori Microbiològic Municipal de Barcelona i actualment Laboratori de l'Agència de Salut Pública de Barcelona, és una institució que ha fet aportacions rellevants en la història de la ciència i de la salut pública a Catalunya i Espanya.

## Història
Va ser fundat per l'Ajuntament de Barcelona el 1886 com a servei per al control de la ràbia, després de la introducció de la vacuna antirràbica per Louis Pasteur. Inicialment es va confiar a Jaume Ferran i Clua com a director. Aviat es va convertir en el Laboratori Microbiològic Municipal de Barcelona.
La història del Laboratori Municipal pot dividir-se en diversos períodes. Simplificant-la, podem considerar el període 1886-1905, sota la direcció de Jaume Ferran; 1905-1926, sota la direcció i influència de Ramon Turró; i de 1926-1939, sota l'impuls dels hereus de Turró, amb la direcció de Pere Gonzàlez Juan. En la postguerra, durant el període 1939 en endavant, malgrat la presència d'algunes de les persones que protagonitzaren l'etapa anterior i va estar sotmès a una clara marginació, i es va donar una clara decadència. Es produeix un punt d'inflexió a partir de la recuperació de la democràcia municipal, sota la direcció de Mercè Centrich. A partir del 1979, el Laboratori se centra en l'anàlisi de mostres alimentàries i ambientals, i inicia un procés de represa i d'innovació.
El 1994 va abandonar la seva seu històrica al C/ Wellington 44, que va ser enderrocada per fer-hi dependències de la Universitat Pompeu Fabra, i es va traslladar a l'edifici Peracamps. A partir del 1999 va començar el procés d'acreditació per la norma ISO 17025 exigit per directiva europea als laboratoris de control oficial. El 2002 es va fusionar amb el Laboratori que el Departament de Salut havia creat a Barcelona dins el procés de constitució de l'Agència de Salut Pública de Barcelona, procés dirigit per Conrad Casas. Actualment forma part d'aquest ens, sota la denominació de Laboratori de l'Agència de Salut Pública de Barcelona. Això però, la seva tasca no es limita a la ciutat. Degut a l'abast dels paràmetres pels que està acreditada oficialment, actua com a Laboratori de referència per als serveis de l'Agència de Salut Pública de Catalunya, especialment en les anàlisis de control d'aigües i de residus en aliments. Processa també mostres dels serveis de Sanitat Exterior de l'administració central, així com d'algunes Comunitats Autònomes i de diverses empreses.

## Rellevància
El Laboratori és remarcable per haver proporcionat als serveis de salut pública informes necessaris per al bon desenvolupament dels seus serveis de control ambiental, alimentari epidemiològic. En la història del Laboratori són fites rellevants la seva contribució al control de l'epidèmia de febre tifoidea del 1914, degut a la contaminació del subministrament de l'aigua municipal, que va ser molt controvertit als mitjans de comunicació. August Pi i Sunyer hi va treballar en aquest període, i va crear-hi un centre de recerca sobre fisiologia. També cal relacionar-hi els inicis de la síntesi de la penicil·lina a Espanya, feta el 1943 en la postguerra al "Laboratorio Experimental de Terapéutica Inmunógena" (LETI) de Barcelona per Pere González Juan, que havia estat expulsat del Laboratori per les autoritats franquistes. Als inicis del segle XXI va contribuir a identificar la causa de diversos brots de legionel·losi a la ciutat. Des del 1999 ha anat acreditant els seus mètodes d'assaig fins a abastar més de 1300 paràmetres, amb un 40% dels mètodes d'abast obert.